# Ray MacSharry
Ray MacSharry este un om politic irlandez, membru al Parlamentului European în perioada 1984-1989 din partea Irlandei.
1. 1 2 3 4 5 6 7   https://www.oireachtas.ie/en/members/member/Raymond-MacSharry.D.1969-07-02 Lipsește sau este vid: |title= (ajutor)